# Джамбулатов, Зайдин Магомедович
Зайдин Магомедович Джамбулатов (9 января 1956, Махачкала, Дагестанской АССР) — профессор ветеринарии (доктор наук с 2004), ректор Дагестанского государственного аграрного университета (2008). Родом из с. Атланаул Буйнакского района.

## Биография
По национальности кумык. По словам  Зайдина Магомедовича его род происходит от лакца выходца из селения Куркли.
В 1978 году с отличием окончил ветеринарный факультет Дагестанского сельскохозяйственного института (в настоящее время Дагестанский государственный аграрный университет имени М. М. Джамбулатова). В 1982 году защитил диссертацию на соискание ученой степени кандидата ветеринарных наук в Ленинградском ветеринарном институте (в настоящее время Санкт-Петербургская государственная академия ветеринарной медицины) и был избран на должность ассистента кафедры патологической анатомии ДСХИ.
С 1986 года работал в Госветслужбе РД председателем Комитета Правительства Республики Дагестан по ветеринарии, руководителем Департамента по ветеринарии Дагестана. После защиты докторской диссертации в 2004 году ему присуждена ученая степень доктора ветеринарных наук и он продолжает педагогическую работу в должности профессора кафедры.
С 2008 года — ректор Дагестанской государственной сельскохозяйственной академии. Автор более 50 научных трудов, среди которых монографии, учебно-методические пособия, рекомендации, научные статьи.
Отмечен государственными наградами: медаль «За трудовое отличие», почетное звание «Заслуженный ветеринарный врач РД», лауреат Государственной премии Республики Дагестан. В 2009 году за вклад в развитие системы высшего образования России и подготовку квалифицированных кадров для сельского хозяйства награждён медалью им. К. Тимирязева. 2013 году присвоено звание «Заслуженный работник сельского хозяйства Российской Федерации».
В 2019 году стал одним из учредителей футбольного клуба «Махачкала», на базе которого в 2021 году было возрождено махачкалинское «Динамо».
6 марта 2022 года после вторжения России на Украину подписал письмо в поддержу российской агрессии. С 9 июня 2022 года находится под персональными санкциями Украины за поддержку войны. Также был внесён ФБК в список коррупционеров и разжигателей войны за поддержку нападения на Украину, 16 марта 2022 года форумом свободной России внесён в «Список Путина» с предложением введения против него международных санкций
24 июня 2025 года был задержан при получении взятки. 